# San-Giovanni-di-Moriani
San-Giovanni-di-Moriani település Franciaországban, Haute-Corse megyében. Lakosainak száma 97 fő (2022. január 1.). San-Giovanni-di-Moriani Parata, Poggio-Mezzana, Santa-Lucia-di-Moriani, Santa-Maria-Poggio, San-Nicolao, Santa-Reparata-di-Moriani és Velone-Orneto községekkel határos.

## Népesség
A település népessége az elmúlt években az alábbi módon változott:
| Lakosok száma | 157  | 75   | 73   | 102  | 93   | 93   | 94   | 91   | 88   | 97   |
|               | 1968 | 1982 | 1990 | 2006 | 2013 | 2015 | 2017 | 2019 | 2020 | 2022 |